# Heilige Lans (Wenen)

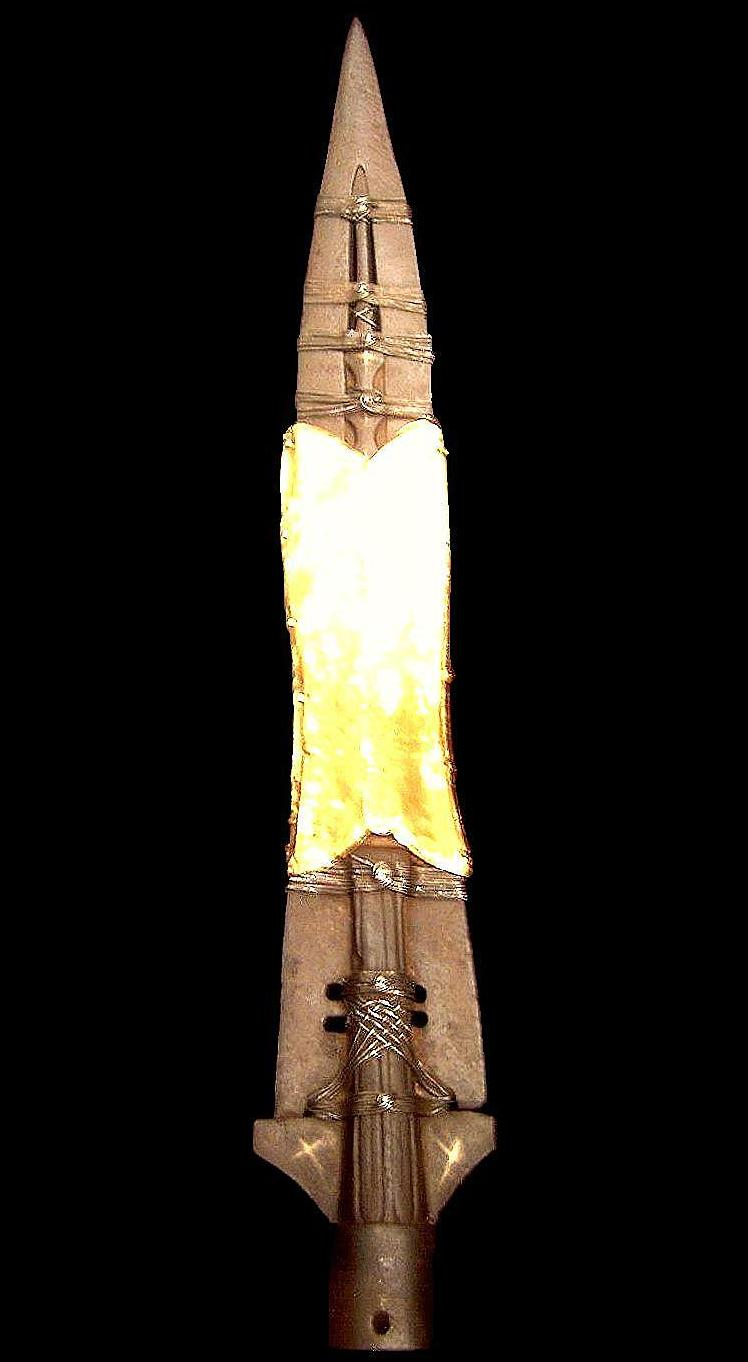

De Heilige Lans in Wenen is een van de relieken waarvan gedacht werd dat het de lans van Longinus zou kunnen zijn, de soldaat die de zijde van Jezus doorboorde toen die was gestorven aan het kruis.
De speer, die tegenwoordig in de Schatkamer in de Hofburg (Wenen) bij de regalia van de Habsburgse dubbelmonarchie wordt bewaard, bestaat uit verschillende lagen en elementen waarvan de basis een van de spijkers waarmee Christus aan het kruis werd genageld zou zijn. Uit onderzoek is gebleken dat de spijker uit het juiste tijdperk stamt en dus in ieder geval authentiek zou kunnen zijn.
Om de spijker heen zijn elementen van latere tijden toegevoegd. Op de speer bevindt zich een inscriptie, waaruit blijkt erop dat hij van Mauritius is. Deze inscriptie heeft een ander licht op de zaak geworpen. Een verklaring zou kunnen zijn dat het hier om reliekenverwisseling gaat. De lans zou een authentiek reliek zijn, maar van een andere heilige: Mauritius van Agaunum, een soldaat in het Thebaanse Legioen (dit was een grote groep soldaten die zich tot het christendom bekeerde ten tijde van de vervolging door de Romeinen, en allemaal de marteldood vonden). De lans zou dan later met opzet of per ongeluk tot Longinuslans gepromoveerd zijn.
In de vroege middeleeuwen was de heilige lans een attribuut van de koningen van Italië. Toen Rudolf II van Bourgondië in 926 werd afgezet als koning van Italië, nam hij de heilige lans mee en schonk die aan Hendrik de Vogelaar. Sindsdien was de heilige lans een van de belangrijke symbolen van de Duitse koningen en keizers. Karel V is in het bezit geweest van de speer tijdens het bouwen van zijn imperium. Adolf Hitler had de speer tijdens de Tweede Wereldoorlog en zou naar zeggen vlak nadat hij hem kwijtraakte (aan de Amerikanen) de oorlog hebben verloren.